# Night Sky
Night Sky es una serie de televisión por internet dramática de ciencia ficción estadounidense creada por Holden Miller para Amazon Prime Video. Está protagonizada por Sissy Spacek y J. K. Simmons en el papel de una pareja que tiene en sus manos un dispositivo que conduce a otro planeta. El resto del elenco está conformado por Chai Hansen, Adam Bartley, Julieta Zylberberg, Rocío Hernández, Kiah McKirnan, Beth Lacke, Stephen Louis Grush y Cass Buggé. La serie se rodó en Illinois (Estados Unidos) y en Jujuy (Argentina).
Night Sky fue estrenada el 20 de mayo de 2022 en Amazon Prime Video. En julio de 2022, la serie fue cancelada después de una temporada. 

## Sinopsis
Una pareja de ancianos que vive en el medio oeste de los Estados Unidos descubre que debajo de su tierra se encuentra un dispositivo que puede teletransportarlos a diferentes escenarios como un lugar con un paisaje árido y al cielo lleno de estrellas de otro mundo.

## Elenco
- Sissy Spacek como Irene York[4]
- J. K. Simmons como Franklin York
- Chai Hansen como Jude
- Adam Bartley como Byron
- Julieta Zylberberg como Stella
- Rocío Hernández como Toni
- Piotr Adamczyk como Cornelius
- Kiah McKirnan como Denise
- Beth Lacke como Chandra
- Sonya Walger como Hannah
- Stephen Louis Grush como Nick
- Angus O'Brien como Michael
- Cass Buggé como Jeanine

## Episodios
| N.º | Título            | Dirigido por                           | Escrito por                            | Fecha de emisión original |
| --- | ----------------- | -------------------------------------- | -------------------------------------- | ------------------------- |
| 1   | «To the Stars»    | Juan José Campanella                   | Holden Miller                          | 20 de mayo de 2022        |
| 2   | «La capilla»      | Juan José Campanella y Philip Martin   | Holden Miller y Daniel C. Connolly     | 20 de mayo de 2022        |
| 3   | «The Caretaker»   | Philip Martin                          | Holden Miller                          | 20 de mayo de 2022        |
| 4   | «Boilermakers»    | Robert Pulcini y Shari Springer Berman | Daniel C. Connolly                     | 20 de mayo de 2022        |
| 5   | «Driving Lessons» | Sara Colangelo                         | Allison Moore                          | 20 de mayo de 2022        |
| 6   | «Dear Franklin»   | Jessica Lowrey                         | Anne-Marie Hess y Ezra Claytan Daniels | 20 de mayo de 2022        |
| 7   | «Lake Diving»     | Victoria Mahoney                       | Holden Miller y Daniel C. Connolly     | 20 de mayo de 2022        |
| 8   | «Compensation»    | Philip Martin                          | Holden Miller y Daniel C. Connolly     | 20 de mayo de 2022        |

## Producción
Night Sky es una coproducción estadounidense entre Amazon Studios y Legendary Television creada por Holden Miller y Daniel C. Connolly. El 21 de octubre de 2020, el proyecto recibió un pedido para ser desarrollado como una serie. En marzo de 2021, Sissy Spacek y Ed O'Neill se unieron al elenco. Al mes siguiente, O'Neill decidió abandonar el proyecto y fue reemplazado por J. K. Simmons. En mayo de 2021, Chai Hansen, Adam Bartley, Julieta Zylberberg, Rocío Hernández y Kiah McKirnan fueron fichados para formar parte del elenco estable de la serie. La fotografía principal comenzó en junio de 2021 en el estado de Illinois. Otras locaciones que se utilizaron fueron la ciudad de Woodstock, los estudios de Cinespace Film Studios en Chicago y las villas Frankfort, Wauconda e Island Lake. En agosto de 2021, se informó que Beth Lacke, Stephen Louis Grush y Cass Buggé tomarían papeles secundarios en la serie. El rodaje estaba previsto para que concluyera en octubre de 2021.
El 5 de julio de 2022, Amazon Prime Video canceló la serie después de una temporada debido a que la cantidad de visualizaciones no eran suficientes para justificar los costos económicos para la producción de una segunda temporada. La preproducción de una posible segunda temporada estaba programada para comenzar en septiembre de 2022.

## Recepción
En el sitio web de agregador de reseñas Rotten Tomatoes, la serie posee un índice de aprobación del 73% con una calificación promedio de 6.4/10 según 45 reseñas. El consenso de los críticos del sitio web dice: «Night Sky alcanza las estrellas cuando en realidad debería haberse decidido por un final cinematográfico, pero la supernova combinada de J. K. Simmons y Sissy Spacek brilla intensamente». La página Metacritic calificó a la serie con una puntuación de 66 sobre 100 basándose en 18 críticas que indica «críticas generalmente favorables».